# Jean Baptiste Denis

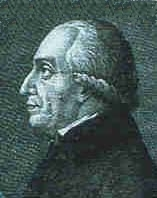
Jean-Baptiste Denis

Jean Baptiste Denis (Parijs, 1643 – aldaar, 1704) was een Franse filosoof en arts en enige tijd de lijfarts van Lodewijk XIV.
Na zijn studie medicijnen in Montpellier vestigde hij zich in 1665 in Parijs. Denis werd hier de persoonlijke arts van Lodewijk XIV.
Hij is bekend als de auteur van Discours sur les comètes (1665), de Lettres (1667-1668). Het laatste werk handelt voornamelijk over de bloedtransfusie. Denis wordt gezien als de eerste die in 1667 een transfusie van bloed tussen een mens en een lam tot stand bracht. Hij was ervan overtuigd dat dit een goede behandeling van krankzinnigheid zou zijn.
- Bibliothèque nationale de France: cb124621573 (data)
- Gemeinsame Normdatei: 117632392
- International Standard Name Identifier: 0000 0000 7819 0239
- Library of Congress Control Number: n85056806
- Nationale Bibliotheek van Tsjechië: nlk20000082234
- Nationale Bibliotheek van Israël: 987007393156505171
- Nederlandse Thesaurus van Auteursnamen: 124932681
- Istituto Centrale per il Catalogo Unico: UFIV067179
- Système universitaire de documentation: 033796084
- Virtual International Authority File: 32094842
- WorldCat: E39PBJhXcw8cjDgMRPcxXdpByd